# Gilda Langer

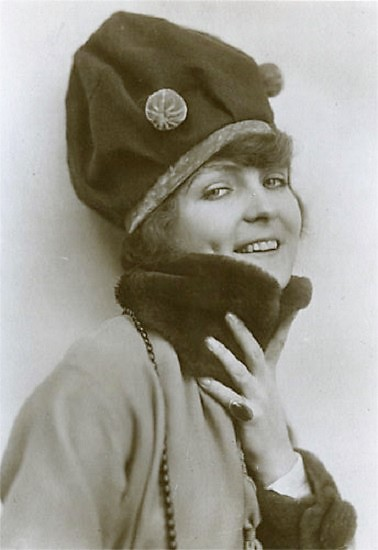
Langer (1919)

Hermengild „Gilda“ Langer (* 16. Mai 1896 in Priwoz; † 31. Januar 1920 in Charlottenburg) war eine deutsche Stummfilm- und Theaterschauspielerin.

## Leben
Langer kam 1915 durch die Bekanntschaft zu dem österreichischen Drehbuchautor Carl Mayer zur Schauspielerei, der sie von Wien mit nach Berlin nahm. Mayer wurde Dramaturg am Berliner Residenztheater, und Langer erhielt dort ein Engagement als Schauspielerin. An der Seite von Conrad Veidt und Harry Liedtke spielte sie 1917 in Das Rätsel von Bangalor. 1919 erhielt sie einen Vertrag bei der Filmproduktionsfirma Decla Film, wo auch Fritz Lang unter Vertrag war, der noch im selben Jahr drei Filme mit ihr drehte.
Carl Mayer und Hans Janowitz schrieben das Drehbuch für Das Cabinet des Dr. Caligari und sahen Langer in der weiblichen Hauptrolle. Decla kaufte das Drehbuch, und der Film sollte 1920 entstehen. Die weibliche Hauptrolle in Dr. Caligari erhielt Lil Dagover statt der durch andere Projekte verhinderten Langer. Diese war inzwischen mit dem Regisseur Paul Czinner verlobt und erkrankte Ende Januar 1920 an der Spanischen Grippe, die sich zur Lungeninfektion ausweitete. Am 31. Januar 1920 starb die Schauspielerin im Alter von 23 Jahren. Langers Grabstätte befindet sich auf dem Südwestkirchhof Stahnsdorf.

## Filmographie
- 1917: Das Rätsel von Bangalor
- 1918: Ringende Seelen
- 1919: Die Frau mit den Orchideen – Regie: Otto Rippert
- 1919: Halbblut
- 1919: Der Herr der Liebe
- 1919/20: Die Spinnen (2 Teile)